# Bloomfield Hills
Bloomfield Hills is een stad in de Amerikaanse staat Michigan die bestuurlijk gezien onder Oakland County valt. Het ligt in de agglomeratie van de grootstad Detroit op ruim 30 km ten noordwesten van het centrum. In 2016 telde het stadje ongeveer 4.000 inwoners.

## Demografie
Bij de volkstelling in 2000 werd het aantal inwoners vastgesteld op 3940.
In 2006 is het aantal inwoners door het United States Census Bureau geschat op 3832, een daling van 108 (-2,7%).

## Geografie
Volgens het United States Census Bureau beslaat de plaats een oppervlakte van
12,9 km², waarvan 12,8 km² land en 0,1 km² water.

## Plaatsen in de nabije omgeving
De onderstaande figuur toont nabijgelegen plaatsen in een straal van 8 km rond Bloomfield Hills.

## Geboren
- Chloe Greenfield (7 juli 1995), actrice